# Estabilidade química
Estabilidade química refere-se  à   estabilidade termodinâmica de um sistema químico. Um sistema químico é termodinamicamente estável quando se encontra no seu mais baixo  nível de energia  ou quando está em equilíbrio químico com o seu ambiente. Esse equilíbrio pode ser um equilíbrio dinâmico, no qual átomos individuais ou moléculas mudam de forma, mas seu número global, em uma dada particular, continua inalterado. Esse tipo de  equilíbrio termodinâmico químico permanece  indefinidamente, a menos que o sistema seja mudado.  Sistemas químicos podem  incluir mudanças de fase da matéria ou um conjunto de reações químicas.
Um estado A é dito mais estável termodinamicamente do que o estado B se a energia de Gibbs (ou entalpia livre) da reação que transforma A em B é positiva. 